# Kraina neotropikalna

Kraina neotropikalna – kraina zoogeograficzna obejmująca obszar Antyli i Ameryki Południowej aż do granicy z krainą nearktyczną (północny Meksyk) oraz wyspy Galapagos. W systemie państw zwierzęcych zalicza się do państwa Neogea.
Większość powierzchni tej krainy leży w strefie klimatu tropikalnego, jedynie na południowych krańcach występuje umiarkowany. Dominującą formacją roślinną są coraz bardziej niszczone lasy równikowe, zaś dalej na południe – obszary sawannowe i stepowe (pampa). 
Fauna krainy neotropikalnej jest bardzo różnorodna i odmienna od spotykanej w innych krainach, dużo tu również form endemicznych. Wynika to z faktu, że przez długi okres rozwijała się w izolacji. Łożyskowe ssaki drapieżne wniknęły na obszar Ameryki Południowej dopiero przed trzema milionami lat, po jej połączeniu się z Ameryką Północną.
Najbardziej charakterystyczne gatunki zwierząt:
- ptaki – najbogatsza na świecie awifauna licząca około 3500 gatunków i aż 32 rodziny endemiczne, np.: nandu, kusaki, tukany, skrzydłoszpony, kariamy, a z rzędu wróblowych – garncarzowate i mrówkowody, z których każda rodzina liczy ponad 200 gatunków. Większość gatunków kolibrów żyje właśnie w krainie neotropikalnej (poza nią – tylko kilka).
- ssaki – przedstawiciele całego podrzędu małp szerokonosych, brak małp wąskonosych, owadożernych oraz charakterystyczne sześć rodzin gryzoni, m.in. szynszylowate, kapibary, kawiowate i agutiowate. Endemicznymi rodzinami są leniwce i częściowo mrówkojady, a także przedstawiciele nietoperzy: liścionosy i wampiry. O dawnym połączeniu z Australią świadczy występowanie torbaczy – dydelfów i zbójników.
- gady – licznie reprezentowane legwany oraz węże – jadowite i dusiciele (np. anakonda i boa).

Z płazów występują tylko bezogonowe i beznogie, w tym żaby jadowite.